# Casola Valsenio
Casola Valsenio é uma comuna italiana da região da Emília-Romanha, província de Ravena, com cerca de 2.844 habitantes. Estende-se por uma área de 84 km², tendo uma densidade populacional de 34 hab/km². Faz fronteira com Borgo Tossignano (BO), Brisighella, Castel del Rio (BO), Fontanelice (BO), Palazzuolo sul Senio (FI), Riolo Terme.

## Demografia
| Variação demográfica do município entre 1861 e 2011                               |
|                                                                                   |
| Fonte: Istituto Nazionale di Statistica (ISTAT) - Elaboração gráfica da Wikipedia |